# Furandāsu no inu: Boku no Patrasche
Furandāsu no inu: Boku no Patrasche (jap.: フランダースの犬 ぼくのパトラッシュ) ist eine von TMS Entertainment produzierte Animeserie aus dem Jahr 1992. Es wurden insgesamt 26 Folgen produziert. Die Serie ist eine Neuverfilmung des Animes Niklaas, ein Junge aus Flandern von 1975 und basiert wie dieser auf dem Roman A Dog of Flanders.

## Handlung
Nello lebt bei seinem Großvater Johann, da seine Eltern verstorben sind. Die beiden wohnen in ärmlichen, ländlichen Verhältnissen bei Antwerpen. Nello hilft seinem alten Großvater beim Verkauf von Milch. Eines Tages kommt er bei einem Wanderhändler vorbei und trifft dort auf den verletzten Hund Patrasche. Er kümmert sich um den Hund, der wieder zu Kräften kommt, und beide leben glücklich miteinander.

## Veröffentlichung
Boku no Patrasche wurde im Jahr 1992 von TMS Entertainment produziert. Regie führte Kenji Kodama und die Drehbücher schrieben Haruya Yamazaki, Michiru Shimada und Taeko Okina. Das Charakterdesign entwarf Shūichi Seki und die künstlerische Leitung lag bei Hiroshi Ohno. Die Animationsarbeiten leitete Satoshi Hirayama und die Produzenten waren Hibiki Ito und Yasumichi Ozaki.
Die Serie mit 26 Folgen wurde vom 10. November 1992 bis zum 27. März 1993 auf dem japanischen Sender NTV ausgestrahlt. In Frankreich, Italien und den Philippinen wurde die Serie ebenfalls im öffentlichen Fernsehen gezeigt. Die Episoden 22 und 24 wurden in Japan nicht ausgestrahlt, jedoch in Frankreich und Italien. Auch eine arabische Übersetzung wurde veröffentlicht.

### Synchronisation
| Rolle            | Japanischer Sprecher (Seiyū) |
| ---------------- | ---------------------------- |
| Nello Daas       | Megumi Hayashibara           |
| Alois            | Yumi Tōma                    |
| Großvater Johann | Seizo Kato                   |
| Patrasche        | Toschiharu Sakurai           |
| Bono             | Yoshiko Kamei                |
| Simon            | Yuko Mita                    |
| Bibi             | Taeko Kawata                 |
| Philipp          | Yuko Minaguchi               |
| Yan              | Rica Matsumoto               |
| Erzähler         | Fumie Kashiyama              |

### Musik
Die Musik der Serie wurde komponiert von Haruhiko Maruya. Das Vorspannlied ist Kun ni Ae Takara und der Abspann ist unterlegt mit Little Wing, beide Lieder stammen von MANA.